# Sumpf-Kratzdistel
Die Sumpf-Kratzdistel (Cirsium palustre) ist eine Pflanzenart, die zur Unterfamilie der Carduoideae innerhalb der Familie der Korbblütler (Asteraceae) gehört.
Für die Region St. Gallen bei Sargans ist der Trivialname Landschnecht belegt.

## Beschreibung

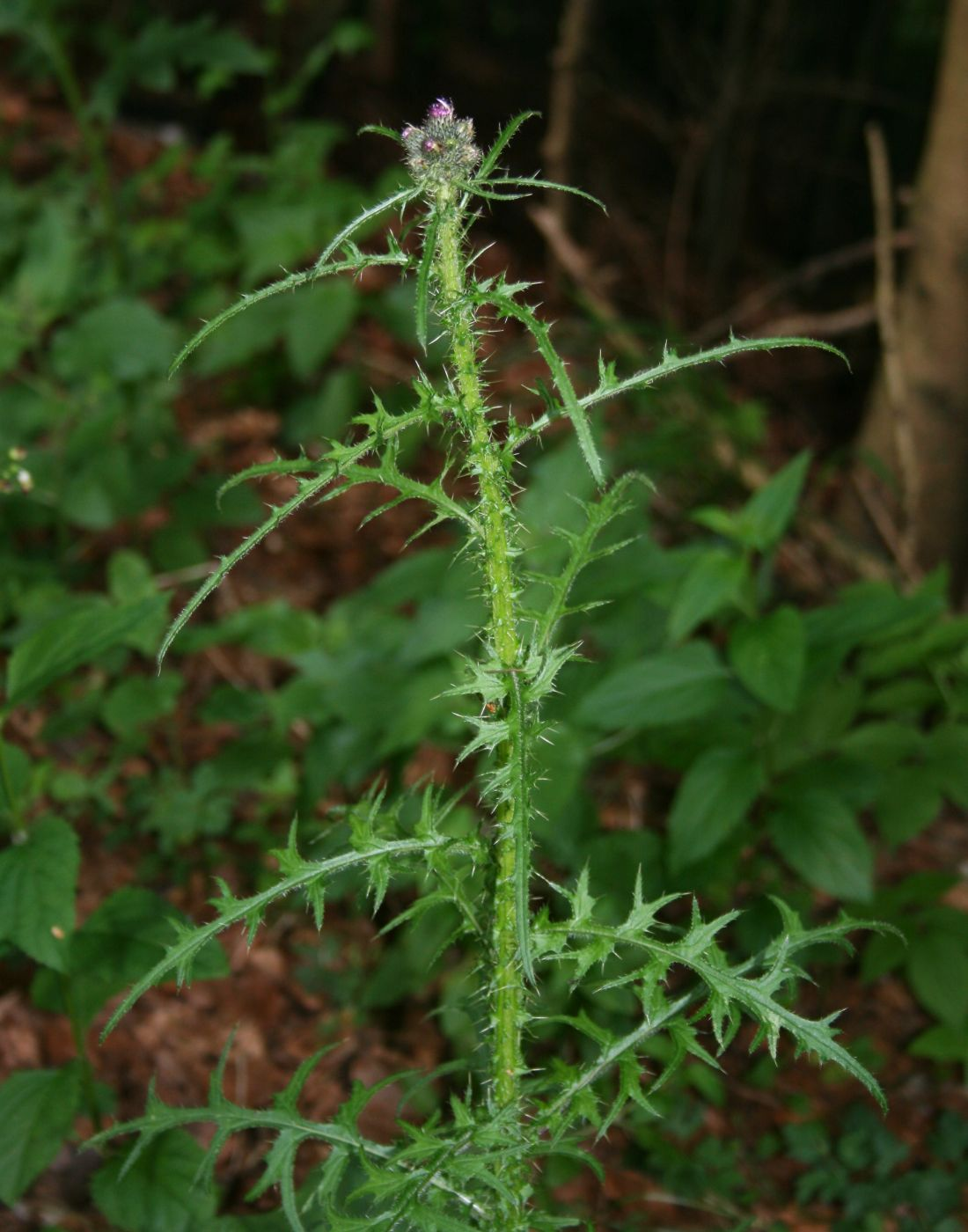
Habitus

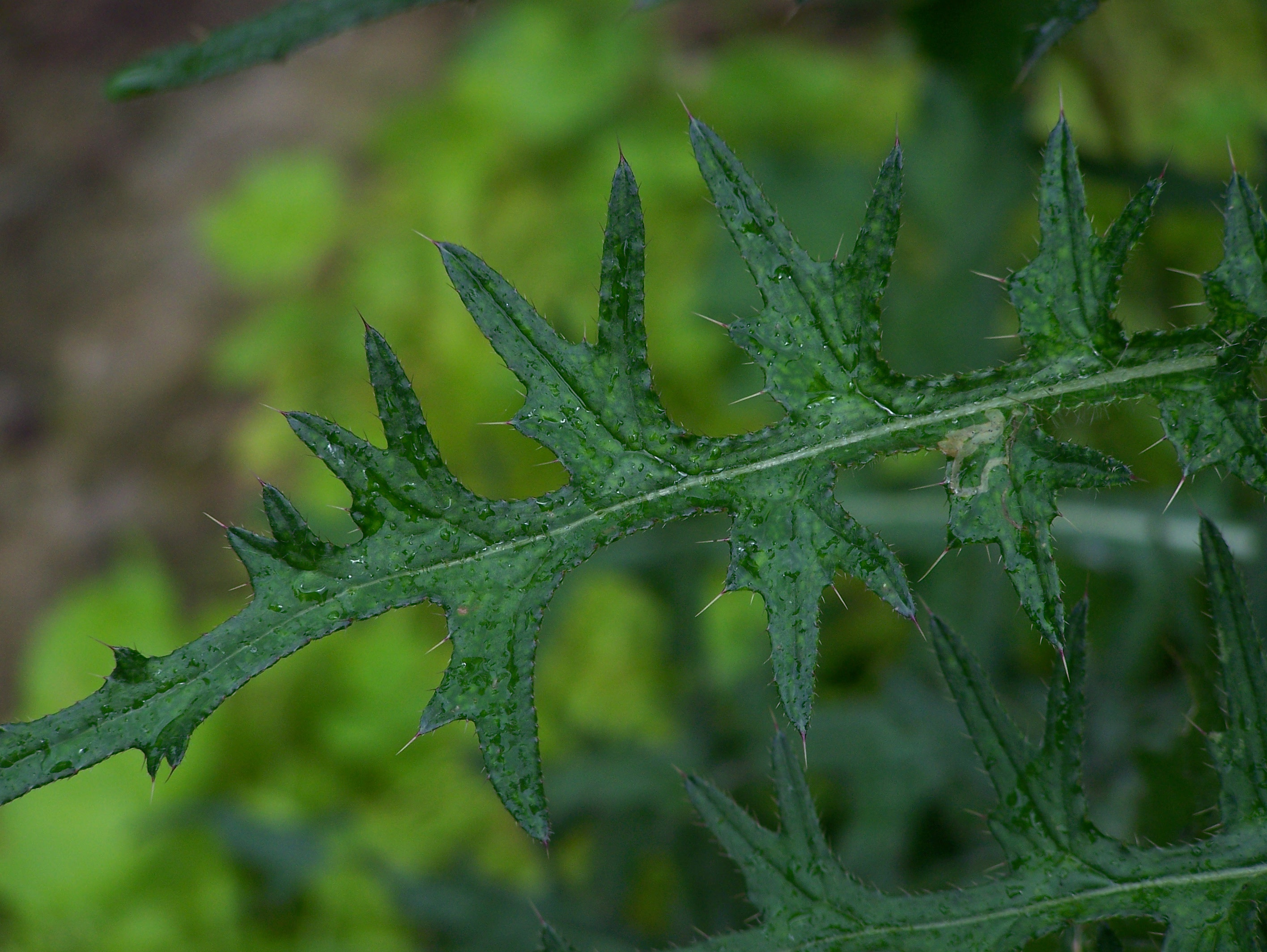
Stängelblatt

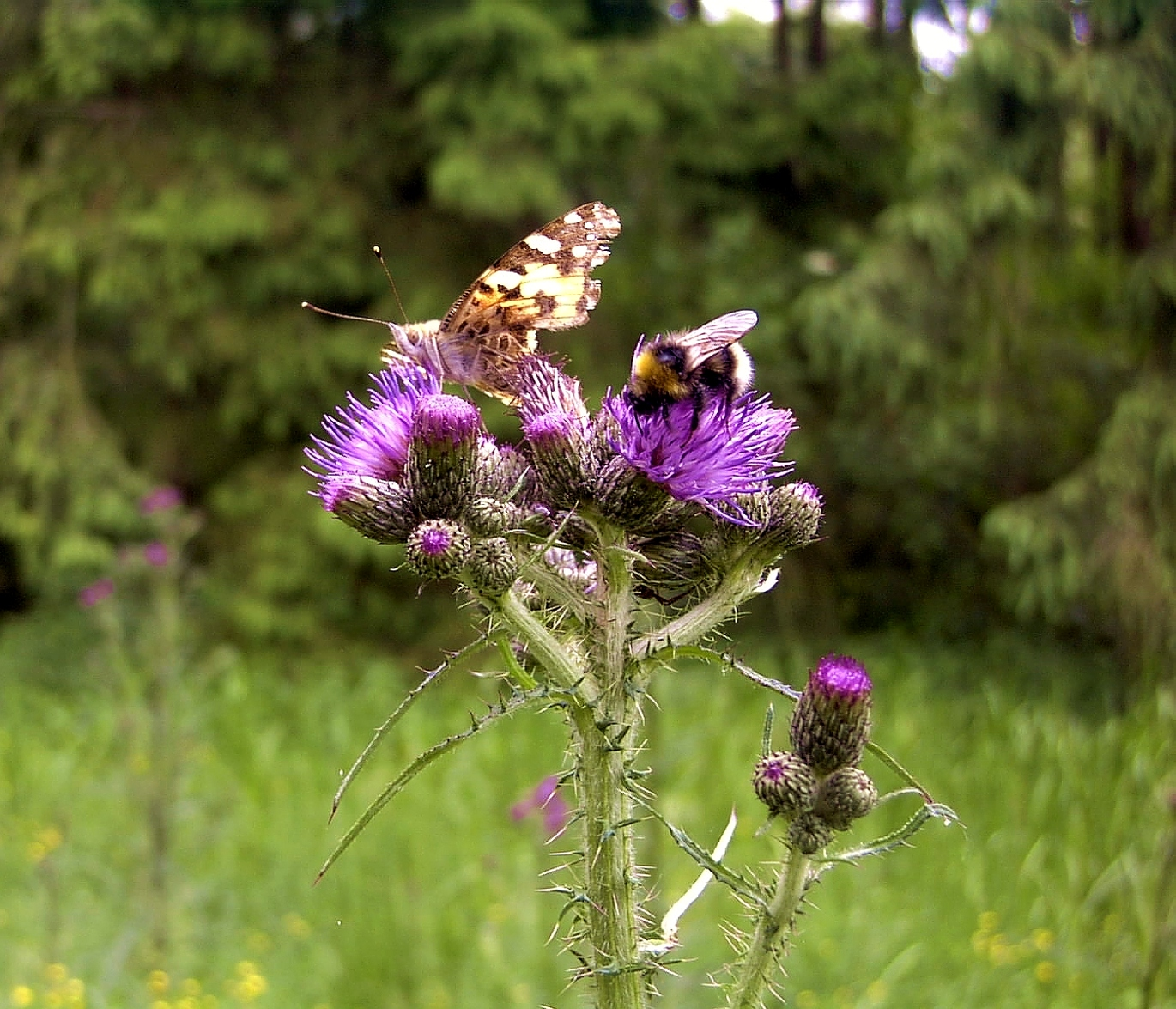
Blütenstand mit Blütenbesuchern

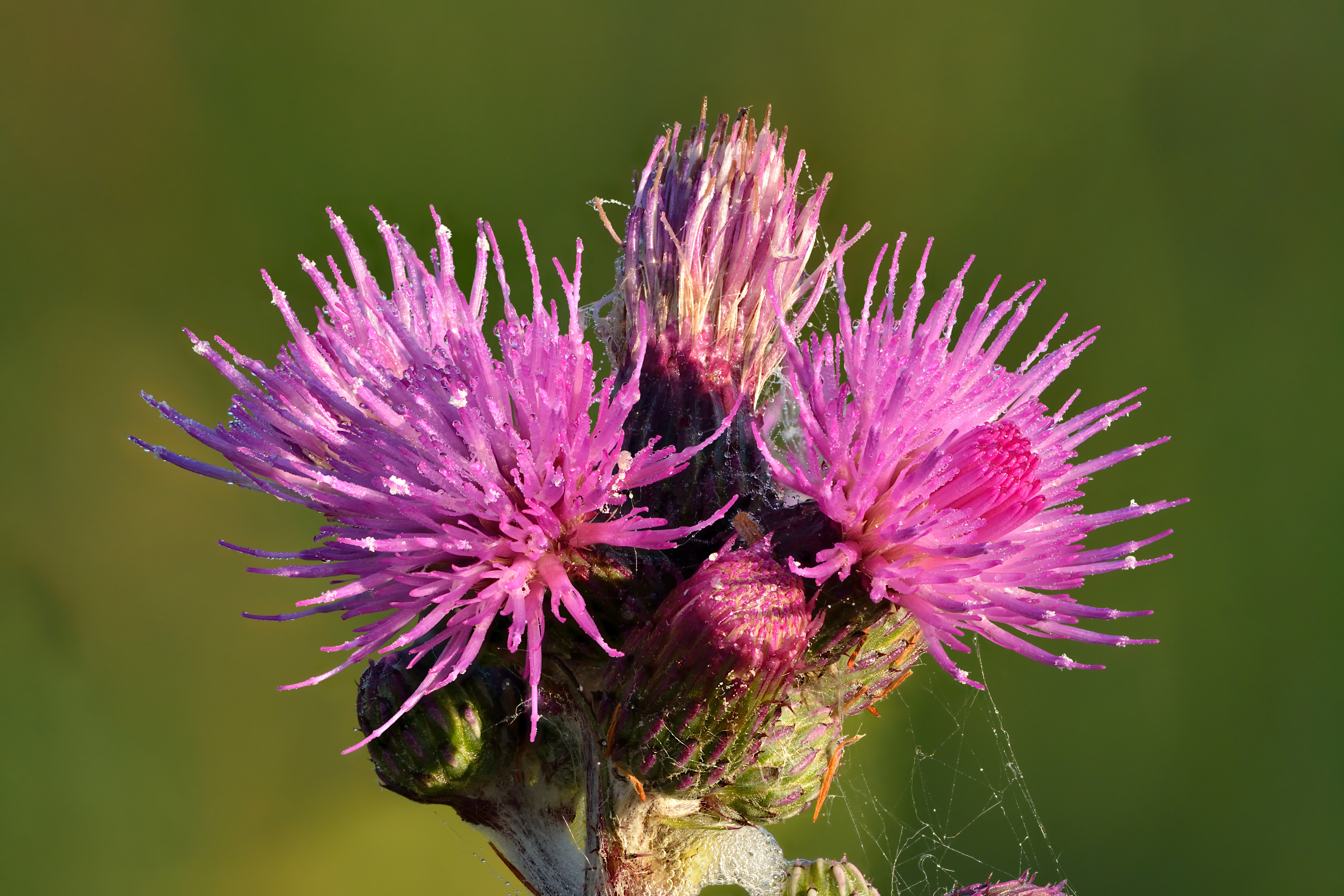
Blütenstand

### Vegetative Merkmale
Die Sumpf-Kratzdistel ist eine zumeist zwei- oder mehrjährige, hapaxanthe krautige Pflanze, die Wuchshöhen von etwa 30 bis 200 (selten bis 300) Zentimetern erreicht. Ihre einzeln stehenden, aufrechten, höchstens wenig verzweigten Stängel sind über die gesamte Länge lappig oder kraus dornig geflügelt und bis zur Spitze mit stacheligen Blättern versehen. Sie fällt wegen ihrer steifen, gezackten Laubblätter auf, die oft rötlich unterlaufen, oberseits dunkelgrün und unterseits mehr oder weniger weiß-filzig sind. Die lanzettliche bis buchtig fiederspaltige Blattspreite ist 15 bis mehr als 30 Zentimeter lang und 3 bis 10 Zentimeter breit, mit dornig gezähnten Abschnitten. Wenn Blattstiele vorhanden sind, dann sind sie dornig geflügelt.

### Generative Merkmale
An kurzen, bis 1 Zentimeter langen Stielen stehen zwei bis acht körbchenförmige Blütenstände in Knäueln an den Stängelenden zusammen. Die etwas spinnwebig behaarten Blütenkörbe weisen eine Höhe 10 bis 20 mm und einen Durchmesser von 8 bis 13 mm auf. Die Hüllblätter stehen in fünf bis sieben Reihen. Ihre meist dunkel-purpurrot oder selten hellrosa bis weiß gefärbten Röhrenblüten sind insgesamt 11 bis 13 mm lang mit einer 5 bis 7 mm langen Kronröhre und 3 bis 4,5 mm langen Kronzipfeln. 
Die Blütezeit liegt zwischen Juli und September.
Die glänzende Achäne ist 2,5 bis 3,5 mm groß mit einem fedrig behaarten und 9 bis 11 mm langen Pappus.
Die Chromosomenzahl beträgt 2n = 34.

## Vorkommen
Das natürliche Verbreitungsgebiet umfasst ganz Europa und das gemäßigte Sibirien. In den nordöstlichen Vereinigten Staaten sowie in Neufundland, Labrador, Ontario, Quebec und British Columbia in Kanada gilt sie als Neophyt.
Die Sumpf-Kratzdistel findet man vor allem in Feuchtwiesen, Sümpfen, Gräben, an Ufern oder in Auwäldern. Sie ist ein Ton- und Vernässungsanzeiger. Sie gedeiht besonders an feuchten und schattigen Standorten in Höhenlagen etwa bis zu 800 Metern. In den Allgäuer Alpen steigt sie am Osthang des Riedberger Horns in Bayern bis in eine Höhenlage von 1700 Meter auf. Im Kanton Glarus erreicht sie 1800 meter, im Kanton Wallis sogar 1850 Meter. Sie ist eine schwache Charakterart der Ordnung Molinietalia, kommt aber auch in Gesellschaften der Klassen Scheuchzerio-Caricetea oder Epilobietea angustifolii oder der Verbände Alnion oder Alno-Ulmion vor.
Die ökologischen Zeigerwerte nach Landolt et al. 2010 sind in der Schweiz: Feuchtezahl F = 4w+ (sehr feucht aber stark wechselnd), Lichtzahl L = 3 (halbschattig), Reaktionszahl R = 3 (schwach sauer bis neutral), Temperaturzahl T = 3+ (unter-montan und ober-kollin), Nährstoffzahl N = 3 (mäßig nährstoffarm bis mäßig nährstoffreich), Kontinentalitätszahl K = 3 (subozeanisch bis subkontinental).

## Ökologie
Als Blütenbesucher wurden Coleopteren, Dipteren, Hymenopteren und Lepidopteren beobachtet.
Gallbildungen werden durch Cecidomyia longicornis hervorgerufen. Als schmarotzende Pilze wurde Cystopus tragopogonis, Puccinia cirsii, Puccinia dioeca und Synchytrium taraxaci festgestellt, dazu die Ascomyceten der Gattungen Beloniella, Diaporthe, Leptosphaeria, Millosia, Ophiobolus, Philea und Pleospora.